# Jean-Jacques Barre
Jean-Jacques Barre (París, 3 d'agost de 1793 - París, 10 de juny de 1855), fou un gravador al Monnaie de París entre 1842 i 1855. És conegut per haver gravat i dissenyat medalles franceses com el Gran Segell de França, així com diversos bitllets i segells.
Entre el final dels anys 1840 i fins a 1855, va crear els dos primers dissenys de segells francesos: unes sobre Ceres i unes altres sobre Napoleó III
Al MNAC es pot veure obra seva, una Medalla commemorativa del restabliment de la Constitució Francesa de 1812, amb el número de registre 081321-N.

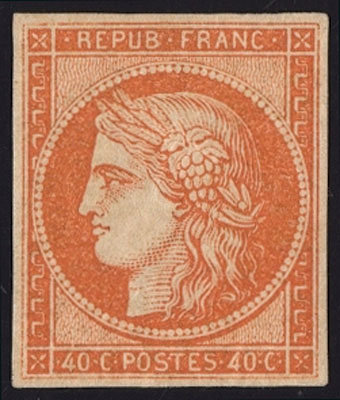
segell dissenyat per Barre